# Chonaphe schizoterminalis
Chonaphe schizoterminalis är en mångfotingart som beskrevs av Shelley 1994. Chonaphe schizoterminalis ingår i släktet Chonaphe och familjen Xystodesmidae. Inga underarter finns listade i Catalogue of Life.